# 松浦郡
- 令制国一覧 > 西海道 > 肥前国 > 松浦郡
- 日本 > 九州地方 > 長崎県 > 松浦郡

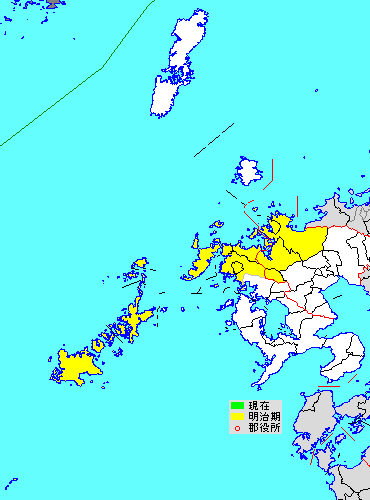
長崎県松浦郡の位置

松浦郡（まつうらぐん）は、肥前国（佐賀県・長崎県）にあった郡。

## 郡域
概ね現在の下記の区域にあたるが、行政区画として画定されたものではない。
- 佐賀県唐津市・伊万里市・東松浦郡・西松浦郡の全域
- 佐賀県武雄市のごく一部（若木町大字桃川）
- 長崎県平戸市・松浦市・五島市・北松浦郡・南松浦郡の全域
- 長崎県佐世保市の一部（俵ヶ浦町、下船越町、船越町、鹿子前町、長坂町、母ヶ浦町、小野町、中里町、吉岡町、瀬戸越町、瀬戸越、松原町、矢峰町、小舟町、下宇戸町、里美町より北西および烏帽子町の一部）

肥前国で最大の面積を持つ郡であった。

## 歴史

### 古代
『魏志倭人伝』に見える「末廬国」は松浦のことと考えられており、現在の唐津市付近と想定されている。
郡衙は現在の唐津市内に置かれていたと推定されている。
「日本三代実録」貞観18年3月9日条（876年）には、当時の大宰権帥在原行平の建言により庇羅郷・値賀郷を分けて値嘉島（ちかのしま）を設置し、島内に上近郡（かみつちかのこおり）と下近郡（しもつちかのこおり）を置くことを認めたとの記録がある。現在の平戸島及び五島列島とその近辺の島を区域とし、島府と上近郡家が平戸に、下近郡家が五島列島内にいずれかに置かれたと推定されている。記事から半世紀足らずの10世紀始めに編纂された「延喜式」には値嘉島の記載はなく、それまでに値嘉島は廃され肥前国松浦郡に復したものとみられる。

#### 式内社
『延喜式』神名帳に記される郡内の式内社。
| 神名帳                     | 神名帳    | 神名帳 | 神名帳 | 比定社     | 比定社                   | 比定社 | 集成 |
| 社名                       | 読み      | 格     | 付記   | 社名       | 所在地                   | 備考   | 集成 |
| -------------------------- | --------- | ------ | ------ | ---------- | ------------------------ | ------ | ---- |
| 松浦郡 2座（大1座・小1座） |           |        |        |            |                          |        |      |
| 田島坐神社                 | タシマノ- | 名神大 |        | 田島神社   | 佐賀県唐津市呼子町加部島 |        |      |
| 志志伎神社                 | シシキノ  | 小     |        | 志々伎神社 | 長崎県平戸市野子町       |        |      |
| 凡例を表示                 |           |        |        |            |                          |        |      |

### 近世以降の沿革
所属町村の変遷は東松浦郡#郡発足までの沿革、西松浦郡#郡発足までの沿革、北松浦郡#郡発足までの沿革、南松浦郡#郡発足までの沿革をそれぞれ参照
- 「旧高旧領取調帳」に記載されている明治初年時点での支配は以下の通り。幕府領は長崎奉行が管轄。（3町345村）
  - 後の東松浦郡域（1町191村） - 肥前唐津藩、対馬府中藩
  - 後の西松浦郡域（1町87村） - 幕府領、肥前唐津藩、肥前佐賀藩、肥前小城藩、肥前蓮池藩、対馬府中藩
  - 後の北松浦郡域（1町49村） - 旗本領（松浦氏）、肥前平戸藩、肥前福江藩
  - 後の南松浦郡域（18村） - 旗本領（五島氏）、肥前福江藩
- 慶応4年
  - 2月2日（1868年2月24日） - 幕府領が長崎裁判所の管轄となる。
  - 5月4日（1868年6月23日） - 長崎裁判所の管轄地域が長崎府の管轄となる。
  - 旗本五島氏領が福江藩領となる。
- 明治2年
  - 6月20日（1869年7月28日） - 長崎府の管轄地域が長崎県の管轄となる。
  - 8月7日（1869年9月12日） - 府中藩が改称して厳原藩となる。
- 明治3年（1870年）9月 - 旗本松浦氏領が長崎県の管轄となる。
- 明治4年
  - 7月14日（1871年8月29日） - 廃藩置県により、藩領が唐津県、厳原県、佐賀県（第1次）、小城県、蓮池県、平戸県、福江県の管轄となる。
  - 11月14日（1871年12月25日） - 第1次府県統合により、後の東松浦郡域・西松浦郡域が伊万里県の管轄となる。
- 明治5年5月29日（1872年7月4日） - 伊万里県の管轄区域が佐賀県（第2次）の管轄となる。
- 明治9年（1876年）
  - 4月18日 - 第2次府県統合により、佐賀県の管轄区域が三潴県の管轄となる。
  - 5月24日 - 全域が長崎県の管轄となる。
- 明治11年（1878年）10月28日 - 郡区町村編制法の長崎県での施行により、松浦郡のうち、唐津城下ほか1町172村の区域に東松浦郡が、伊万里町ほか1町87村の区域に西松浦郡が、平戸町ほか1町49村の区域に北松浦郡が、福江村ほか17村の区域に南松浦郡がそれぞれ行政区画として発足[2]。同日松浦郡消滅。